# James Wilson (amerikansk politiker)

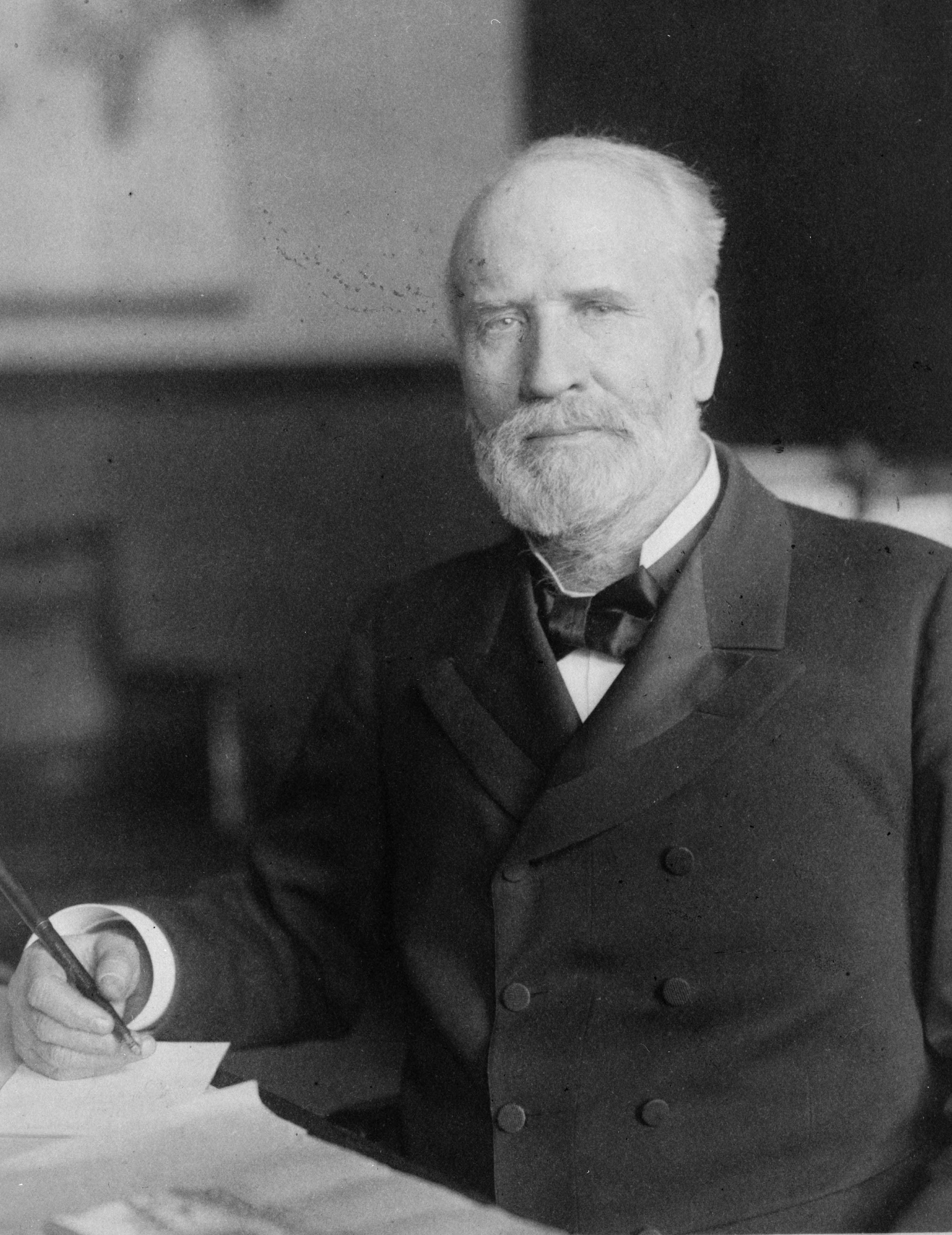
James Wilson omkr. 1906

James "Tama Jim" Wilson, född 15 augusti 1835, död 26 augusti 1920, var en amerikansk republikansk politiker född i Ayrshire, Skottland.
Wilson emigrerade 1852 med sin familj till Connecticut, varifrån de 1855 flyttade till Iowa. Wilson blev 1867 invald i Iowa House of Representatives, underhuset i delstatens lagstiftande församling. Han var talman i delstatens representanthus 1870-1871 och blev sedan professor vid Iowa State College of Agriculture and Mechanic Arts, numera Iowa State University. Han blev 1873 ledamot av USA:s representanthus, var han senare blev känd som Tama Jim för att särskilja honom från James Falconer Wilson som var ledamot av USA:s senat från Iowa under 1880- och 1890-talen.
Han var USA:s jordbruksminister 1897-1913, den längsta mandatperioden någonsin för en amerikansk kabinettminister. Han tjänstgjorde under presidenterna William McKinley, Theodore Roosevelt och William Howard Taft. Perioden kännetecknas av en modernisering av det amerikanska jordbruket.